# 浅間台 (横浜市)
浅間台（せんげんだい）は、神奈川県横浜市西区の町名。丁番を持たない単独町名である。住居表示未実施区域。

## 地理
西区の北西部の保土ケ谷区境界付近に位置し、西に保土ケ谷区鎌谷町、南から東にかけて浅間町、北に宮ケ谷と接している。

### 地価
住宅地の地価は、2024年（令和6年）7月1日の神奈川県地価調査によれば、浅間台38番22の地点で22万5000円/m²となっている。

## 歴史

### 沿革
- 1936年（昭和11年）11月1日 - 浅間町の一部を編入し、浅間台を新設設置。横浜市神奈川区浅間台となる[8]。
- 1943年（昭和18年）12月1日 - 神奈川区の一部を中区に編入。横浜市中区浅間台となる[9]。
- 1944年（昭和19年）4月1日 - 中区から西区が分区。横浜市西区浅間台となる[10]。
- 1970年（昭和45年）8月1日 - 　浅間台の一部を宮ケ谷、浅間町の各町へ編入[11]。

## 世帯数と人口
2025年（令和7年）6月30日現在（横浜市発表）の世帯数と人口は以下の通りである。
| 町丁   | 世帯数    | 人口    |
| ------ | --------- | ------- |
| 浅間台 | 1,403世帯 | 2,406人 |

### 人口の変遷
国勢調査による人口の推移。
| 年                 | 人口  |
| ------------------ | ----- |
| 1995年（平成7年）  | 2,697 |
| 2000年（平成12年） | 2,635 |
| 2005年（平成17年） | 2,565 |
| 2010年（平成22年） | 2,145 |
| 2015年（平成27年） | 2,414 |
| 2020年（令和2年）  | 2,463 |

### 世帯数の変遷
国勢調査による世帯数の推移。
| 年                 | 世帯数 |
| ------------------ | ------ |
| 1995年（平成7年）  | 1,214  |
| 2000年（平成12年） | 1,226  |
| 2005年（平成17年） | 1,200  |
| 2010年（平成22年） | 1,060  |
| 2015年（平成27年） | 1,158  |
| 2020年（令和2年）  | 1,236  |

## 学区
市立小・中学校に通う場合、学区は以下の通りとなる（2024年11月時点）。
| 番地        | 小学校               | 中学校               |
| ----------- | -------------------- | -------------------- |
| 1〜124番地  | 横浜市立宮谷小学校   | 横浜市立軽井沢中学校 |
| 125番地以降 | 横浜市立浅間台小学校 | 横浜市立岡野中学校   |

## 事業所
2021年現在の経済センサス調査による事業所数と従業員数は以下の通りである。
| 町丁   | 事業所数 | 従業員数 |
| ------ | -------- | -------- |
| 浅間台 | 40事業所 | 304人    |

### 事業者数の変遷
経済センサスによる事業所数の推移。
| 年                 | 事業者数 |
| ------------------ | -------- |
| 2016年（平成28年） | 40       |
| 2021年（令和3年）  | 40       |

### 従業員数の変遷
経済センサスによる従業員数の推移。
| 年                 | 従業員数 |
| ------------------ | -------- |
| 2016年（平成28年） | 285      |
| 2021年（令和3年）  | 304      |

## 施設
- 全日食チェーン
- 浅間台みはらし公園

## その他

### 日本郵便
- 郵便番号：220-0071[3]（集配局：神奈川郵便局[21]）

### 警察
町内の警察の管轄区域は以下の通りである。
| 番・番地等 | 警察署     | 交番・駐在所 |
| ---------- | ---------- | ------------ |
| 全域       | 戸部警察署 | 浅間町交番   |